# Автономна Республіка Північного Епіру
Автономна Республіка Північного Епіру (грец. Αυτόνομος Δημοκρατία της Βορείου Ηπείρου, Aftónomos Dimokratía tis Voreíou Ipeírou) — недовготривала, самоврядна держава заснована 28 лютого 1914, після Балканських війн, греками що жили в Південній Албанії (Північний Епір).
Регіон відомий як «Північний Епір» (Βόρειος Ήπειρος), зі значним грецьким населенням, було окуповано грецькою армією під час Першої Балканської війни (1912—1913). Флоренційський протокол проте, наголошував передати терен новоствореній албанській державі. Це рішення було відкинуто місцевими греками, і, як тільки-но грецька армія зайняла терен, автономний уряд було створено в Аргірокастроні (грец. Αργυρόκαστρον), сьогодні Гірокастра), під керівництвом Georgios Christakis-Zografos, видатного місцевого грецького політика і колишнього міністра закордонних справ, і з мовчазної підтримки з Греції.
У травні автономія була підтверджена великими державами у протоколі Корфу. Угода підтвердила, що регіон буде мати свою власну адміністрацію, визнаються права місцевого населення і за умови самоврядування номінальний албанський суверенітет. Тим не менш, він ніколи не був реалізований, тому що в серпні уряд Албанії було повалено. Грецька армія повторно окупувала терен після початку Першої світової війни (жовтень 1914). Передбачалось що Північний Епір буде переданий Греції після війни, але італійська підтримка і поразка Греції в Малоазійській кампанії призвела до остаточної поступки на користь Албанії в листопаді 1921 року У 1925, кордон Албанії було зафіксовано у Флоренційському протоколі, і Греція відмовилася від будь-яких претензій щодо Північного Епіру

## Передмова

### Північний Епір і Балканські війни
У березні 1913 року, під час Першої Балканської війни, грецька армія, після захоплення Османських укріплень при Бізані, звільнила Яніну. Перед цим була взята Гімара 5 листопада 1912. Наприкінці війни грецькі збройні сили контролювали велику частину історичної області Епір, досягнувши лінії від Ceraunian гір (вище Гімари) в Іонічному узбережжі до озера Преспа на сході.
У той час, албанський рух за незалежність тільки набирав обертів. 28 листопада 1912, у Вльорі, Ісмаїл Кемалі проголосив незалежність Албанії, також було утворено Тимчасовий уряд який, мав свої повноваження тільки на терені навколо Вльора. В цей же час, Османський генерал Ессад Паша проголосив республіку Центральної Албанії зі столицею в Дуррес, , проте консервативні албанські племена все ще сподівався на збереження влади Османської імперії Більша частина території, яка пізніше увійшла до складу албанської держави було зайнято греками на півдні і сербами на півночі

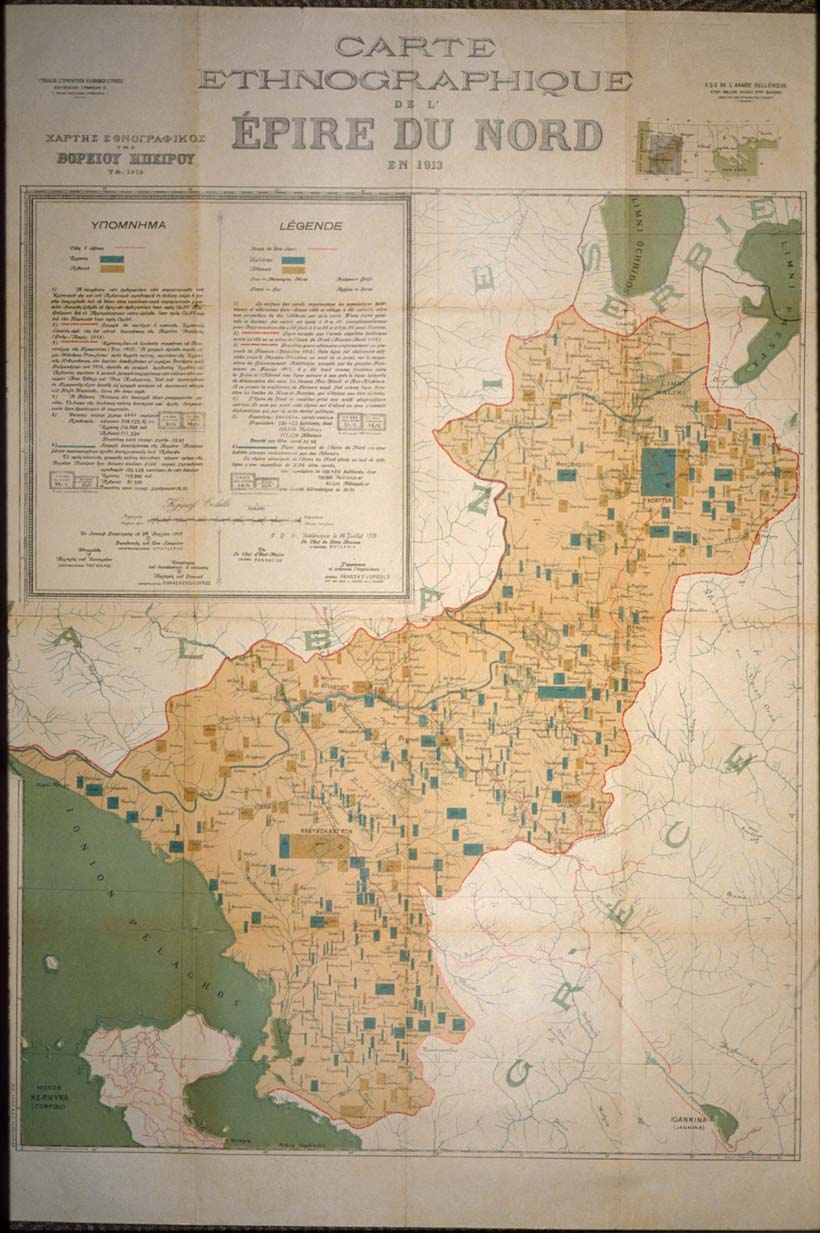
Етнографічна мапа Північного Епіру на 1913, представлена Грецією на Паризькій мирній конференції, 1919

Останній Османський перепис населення, проведений у 1908, виявив наявність 128,000 православних християн і 95,000 мусульман в регіоніПравославне населення, за оцінками, від 30,000 до 47,000 говорили виключно грецькою. Інша частина православної громади були білінгви, використовуючи албанське патуа у себе вдома і грецьку для культурної, торгової та господарської діяльності. Крім того, вони мали грецьку національну самосвідомість і підтримали сепаратистський рух автономії. З огляду на ці умови, імовірність підтримки Північним Епіром албанського уряду була сумнівною

### Демаркація греко-албанського кордону
Концепцію незалежної албанської держави підтримували великі європейські держави, особливо Австро-Угорщина і Італія Обидві ці держави прагнули контролювати Албанію, яка, за словами міністра закордонних справ Італії, Томмазо Тіттоні, надасть «незаперечну перевагу в Адріатичному морі». Захоплення сербами Шкодера і можливість проведення грецького кордону за декілька кілометрів на південь від Вльоре викликала сильний опір цих держав
У вересні 1913, була скликана Міжнародна комісія європейських держав за для визначення кордону між Грецією та Албанією. Через італійський та австро-угорський тиск було визначено, що регіон Північний Епір повинен бути відійти до Албанії.

### Флоренційський протокол
При демаркація грецько-албанського кордону згідно з умовами Флоренційського протоколу від 17 грудня 1913, регіон відходив до Албанії. Так, 21 лютого 1914 року, посли великих держав вручили ноту уряду Греції з вимогою евакуації з краю грецької армії. Грецький прем'єр-міністр Елефтеріос Венізелос, пристав на це рішення в надії на допомогу в розв'язанні інших невирішених проблем Греції — визнання грецького суверенітету над Північно-Східними островами Егейського моря

## Реакція Північного Епіру

### Декларація незалежності
Такий поворот подій був вкрай непопулярним серед грецького населення краю. Греки Епіру відчули себе обдуреними урядом Греції, тому що уряд не зробив нічого, щоб підтримати їх вогнепальною зброєю. У той же час, поступове виведення грецької армії дозволило б албанським військам взяти під контроль регіон. Отже, щоб запобігти цю можливість, було вирішено оголосити свою незалежність Georgios Christakis-Zografos, видатний державний діяч Епіру і колишній міністр закордонних справ Греції, разом з представниками місцевих в «Загальноепірської ради», 28 лютого 1914 року, проголосив Автономну Республіку Північного Епіру у в Аргірокастроні (грец. Αργυρόκαστρον, сьогодні Гірокастра) проголосивши Тимчасовий уряд Georgios Christakis-Zografos став президентом Тимчасового уряду.
Прапор нової держави був варіант грецького національного прапора, що складається з білого хреста в центрі на синьому фоні і увінчаний імператорським візантійським орлом чорного кольору.
Полковник Dimitrios Doulis, подав у відставку зі свого поста в грецькій армії і приєднався до тимчасового уряду як міністр військових справ. З перших же днів йому вдалося мобілізувати армію, що складалася з більш ніж 5,000 вояків Крім того, місцевий єпископ, Vasileios, обійняв посаду міністра Релігії і юстиції. Незабаром були сформовані збройні групи, на кшталт «Священного загону», за для протидії будь-якому вторгненню на територію автономного уряду. Перші райони, які приєдналися до автономії руху за межами Гірокастри були Гімара, Саранда і Пермет.

### Реакція Греції і евакуація

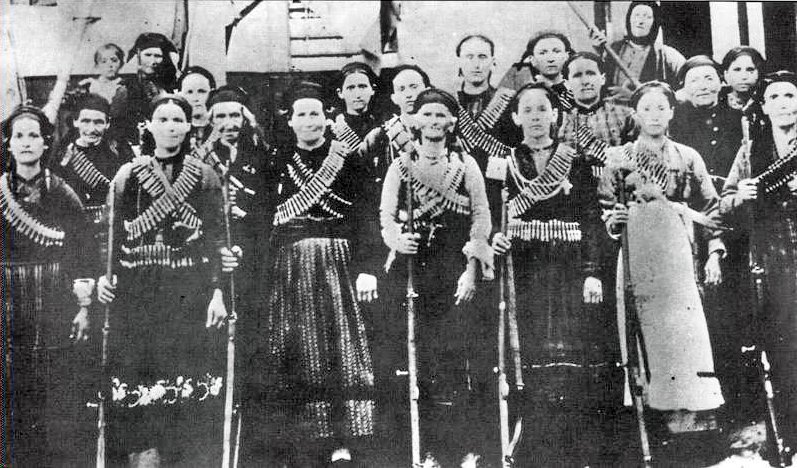
Військовий загін Епірських жінок. Серпень 1914, Гірокастра

Грецький уряд не бажав приймати будь-які відкриті ініціативи на підтримку повстання. Військові і політичні діячі продовжували проведення повільного процесу евакуації, яке почалася в березні і закінчилося 28 квітня. Офіційно будь-які форми опору були скасовані, великі держави і Міжнародна контрольна комісія (організація, створена великими державами, з метою забезпечення миру і стабільності в цьому районі) надали гарантії забезпечення прав тубільних греків. Після проголошення в Гирокастрі незалежності, Zografos направив пропозицію представникам місцевих органів в Корча, приєднатися до руху, але, грецький військовий комендант міста, полковник Alexandros Kontoulis, чітко виконував вказівки Афін — оголосив військове становище, погрожуючи застрелити будь-якого громадянина, який підніме прапор Північного Епіру. Коли в Кольоня, місцевий єпископ Спиридон проголосив автономію, Kontoulis негайно його заарештував і вислав з країни
1 березня Kontoulis вивів підпорядковані йому грецькі війська з краю і передав владу албанській жандармерії, що складалася в основному з колишніх дезертирів з Османської армії під командою голландських та австрійських офіцерів 9 березня, грецький флот блокував порт країни Тирана, одне з перших міст, що приєдналися до автономіського руху Були також спорадичні конфлікти між грецькою армією і епірськими підрозділами з невеликими втратами з обох сторін

### Перемовини і збройний конфлікт
По виведенню грецької армії, спалахнув збройний конфлікт між албанськими і північноепірськими військами. В регіонах Гірокастра, Гімара, Саранда і Дельвіна автономістським силам вдалося успішно роззброїти албанську жандармерію і албанські іррегулярні формування З іншого боку, Zografos, розуміючи, що великі держави не схвалить приєднання Північного Епіру до Греції, запропонував три можливі дипломатичні рішення:
- Повна автономія під номінальним суверенітетом Князівства Албанія.
- Адміністративна та кантональна система автономії.
- Прямий контроль і управління європейськими державами.

7 березня принц Вільям Від прибув до Албанії, в цей час точились запеклі бої на північ від Гірокастри, в області Цепо, де албанська жандармерія безуспішно намагалась розвинути наступ на південь. 11 березня відбулась спроба врегулювання за посередництва голландського полковника Томсона в Корфу. Албанська сторона була готова прийняти обмежену автономію Північного Епіру, але Karapanos наполягав на повній автономії, що було відхилено албанською делегацією і перемовини зайшли у глухий кут Тим часом, північноепірські війська захопили Ерсека і продовжили наступ на Фрашер і Корча
У той же час, Міжнародна Контрольна Комісія, за для побігання подальшої ескалації збройного конфлікту, вирішила втрутитися. 6 травня Zografos отримав повідомлення про початок переговорів за новою основою. Zografos прийняв пропозицію, і перемир'я було оголошено на наступний день. На час припинення вогню був отриманий наказ, військам Північного Епіру захопити височину Морава, домінуючою над Корче, що робить здачу албанського гарнізону у місті неминучою

## Визнання автономії і початок Першої світової війни

### Протокол Корфу
Переговори проводилися на острові Корфу, де 17 травня 1914, представники Албанії і Північного Епіру підписали угоду, відому як протокол Корфу. За її умовами, дві провінції Корче і Гірокастра, отримували повну автономію (Corpus separatum) під номінальним суверенітетом албанського князя Віда. Албанський уряд мав право призначати і звільняти губернаторів і вищих чиновників, спираючись на думку місцевого населення. Іншими пунктами було: пропорційний набір тубільців в місцеву жандармерію і заборона находження у регіоні військових загонів скомплектованих не з тубільців. У православній школі, грецька мова буде єдиною мовою навчання, за винятком перших трьох класів. Грецька була також зроблена рівною з албанською у всіх суспільних справах. Привілеї Османської епохи у Гімаре були відновлені, й іноземець повинен був призначений як «капітан» на 10 років.
Виконання та дотримання протоколу була покладена на Міжнародну контрольну комісію, а також організацію державного управління і відділи юстиції та фінансів в регіоні створення та підготовку місцевої жандармерії повинно було проводитися голландськими офіцерами
Договір був ратифікований Протоколом представників великих держав в Афінах 18 червня, і албанським урядом 23 червня Установчі збори Епіру в Дельвіна також затвердили умови протоколу, хоча делегати з Гімара протестували, стверджуючи, що тільки союз з Грецією може дати життєздатність рішенням На початку липня міста Тепелена і Корче (8 липня) перейшли під контроль тимчасового уряду Північного Епіру.

### Нестабільність і скасування
Незабаром після початку Першої світової війни, ситуація в Албанії дестабілізувалась і виник політичний хаос. У той час країна була розкраяна на низку крайових урядів. Через анархію в центральній і північній Албанії, мир не був повністю відновлено, незважаючи на Корфу-протокол, сполохували спорадичні збройні конфлікти Принц Вільгельм залишив країну 3 вересня, на наступний день епірські війська, без схвалення з боку тимчасового уряду, почали атаку на албанський гарнізон у Бераті і їм вдалося захопити за декілька днів його цитадель.
Прем'єр-міністр Греції Елефтеріос Венізелос був стурбований цими подіями, особливо через можливість дестабілізації ситуації за межами Албанії і спровокувати більш широкий конфлікт. 27 жовтня, після отримання згоди великих держав грецький V армійського корпусу увійшов в область вдруге, Тимчасовий уряд офіційно припинив своє існування, заявивши, що він досяг своєї мети.

## Післямова
Грецька адміністрація, під час Першої світової війни, погодила між Грецією, Італією і великими державами, що остаточне врегулювання питання Північного Епіру слід залишити на майбутнє, після закінчення війни. У серпні 1915, Елефтеріос Венізелос заявив в грецькому парламенті, що «тільки через колосальну помилку» можна було відокремити область від Греції. Після відставки Венізелосу в грудні, наступний уряд роялістів скористався ситуацією і включив регіон формально у склад грецької держави. У перші місяці 1916, мешканці Північного Епіру брали участь в грецьких виборах і обрали 16 представників у грецький парламент. У березні було офіційно оголошено об'єднання регіону з Грецією, область була розділена на префектури Аргірокастро і Кориця

### Італо-французька окупація і інтербелум
Національна схизма і руйнація сербського фронту призвели до італійської (у Гірокастрі) і французької (у Корчі) військової окупації з вересня 1916 року. У повоєнний період автономістський рух тільки посилився
Відповідно до положень Паризької мирної конференції, Північний Епір мав відійти до Греції, але через політичні події, такі як грецька поразка у греко-турецькій війні, 1919—1922 і сильна італійська опозиція на користь Албанії, області відійшла до Албанії у 1921.
У лютому 1922, парламент Албанії затвердив Декларацію прав меншин. Тим не менш, декларація, на відміну від протоколу Корфу, визнавала права нацменшин лише на обмеженій території (частини районів Гірокастри, Саранда та 3 села біля Гімари), без здійснення будь-яких форм місцевого самоврядування. Як безпосередній наслідок цього — всі грецькі школи у краї були прмусово зачинені до 1935, в порушення зобов'язань, що уряд Албанії взяв перед Лігою Націй З іншого боку, сьогоденні кордони Албанії були встановлені у 1925 і Греція, відмовилася від своїх претензій на Північний Епір

## Офіційний документ
- Documents Officiel concernant l'Epire du Nord, 1912—1935. [Архівовано 31 березня 2012 у Wayback Machine.] Digital library of the Parliament of Greece. (фр.)